# Eberhardine Sophie von Oettingen-Oettingen

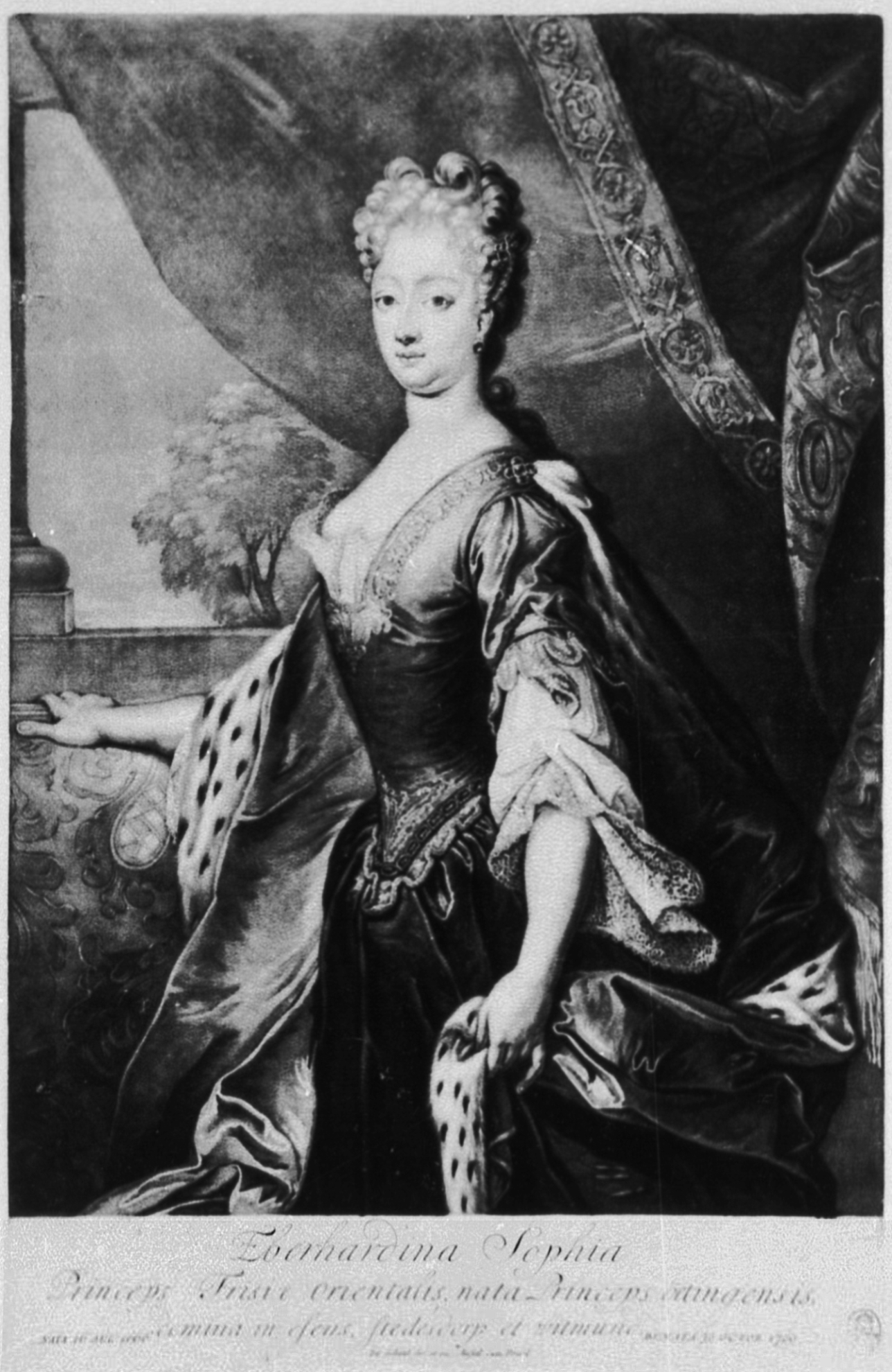
Eberhardine Sophie von Oettingen-Oettingen

Eberhardine Sophie von Oettingen-Oettingen (* 16. August 1666 in Oettingen; † 30. Oktober 1700 in Aurich) war als Frau des Fürsten Christian Eberhard Fürstin von Ostfriesland.

## Leben

### Herkunft
Eberhardine war eine Tochter von Albrecht Ernst I. von Oettingen-Oettingen (1642–1683) und seiner Frau Herzogin Christine Friederike von Württemberg (1644–1674). Fürst Albrecht Ernst II. zu Oettingen-Oettingen war Eberhardine Sophies jüngerer Bruder.

### Ehefrau des regierenden Fürsten von Ostfriesland
Am 3. Mai 1685 heiratete sie in Bayreuth den Fürsten Christian Eberhard von Ostfriesland, der über seine Mutter auch ihr Cousin war. Der württembergische Herzog Eberhard III. war ihr gemeinsamer Großvater mütterlicherseits.
Eberhardine Sophies Bräutigam regierte zu dieser Zeit noch unter Vormundschaft seiner Mutter, Christine Charlotte von Württemberg. Vier Jahre nach der Hochzeit trat Fürstin Christine von ihrer Vormundschaft zurück. Aus der Ehe  gingen zehn Kinder hervor, von denen drei Prinzen und vier Prinzessinnen ihre Eltern überlebten:

### Nachkommen
- Leopold Ignaz (* 10./20. Februar 1687, † 11./21. Juni 1687)
- Christina Sophia, (* 16. März 1688 in Bayreuth; † 31. März 1750 Rudolstadt); ⚭ in Rudolstadt 31. Dezember 1728 Fürst Friedrich Anton I. von Schwarzburg-Rudolstadt (* 14. August 1692; † 1. September 1744)
- Marie Charlotte, (* 10. April 1689, † 9. Dezember 1761) ⚭ am 10. April 1709 ihren Cousin Friedrich Ulrich von Ostfriesland (* 31. Dezember 1667; † 13. März 1710), Sohn von Edzard Ferdinand.
- Georg Albrecht, Fürst von Ostfriesland (1690–34), seit 1722 Ritter des Elefanten-Ordens

⚭ Idstein 24. September 1709 mit Eberhardine Sophies Nichte, Prinzessin Christiane Luise von Nassau-Wiesbaden-Idstein (* 31. März 1691; † 13. April 1723), Tochter von Georg August Samuel von Nassau-Wiesbaden-Idstein (1665–1721) und von Henriette Dorothea von Oettingen-Oettingen, einer Schwester Eberhardine Sophies
⚭ in Berum am 8. Dezember 1723 Sophie Karoline von Brandenburg-Kulmbach (* 1707 † 7. Juni 1764), Tochter von Markgraf Christian Heinrich von Brandenburg-Kulmbach und Gräfin Sophie Christiane von Wolfstein
- Ulrich Friedrich (* 18. Juli 1691; † 21. September 1691)
- Karl Enno (* 25. Dezember 1692; † 3. August 1709)
- Friederike Wilhelmine (* 4. Oktober 1695; † 29. Juli 1750, Aurich), Kanonistin in Herford
- Enno August (* 13. Februar 1697; † 3. August 1725)
- Juliane Luise (* 13. Juni 1698 in Aurich; † 6. Februar 1740 in Harzgerode); ⚭ am 17. Februar 1721 in Braunschweig Joachim Friedrich von Schleswig-Holstein-Plön (* 1668; † 25. Januar 1722)
- Christine Charlotte, (* 17. September 1699; † 23. August 1733)